# Chiamami col tuo nome (romanzo)
(Pensiero di Elio riferendosi ad Oliver)
Chiamami col tuo nome (Call Me by Your Name) è un romanzo dello scrittore statunitense André Aciman, pubblicato per la prima volta nel 2007, in Italia da Guanda.

## Trama
Ambientato durante la calda estate del 1987 nell'immaginario paesino di B. (chiaramente Bordighera), sullo sfondo della Riviera ligure di Ponente, il romanzo è il racconto struggente del rapporto di amicizia, che si trasforma poi in amore, che nasce tra due giovani uomini e che li accompagnerà negli anni a venire. Elio Perlman, diciassettenne ebreo italiano, pianista e molto maturo per la sua età, è figlio di un professore universitario che ogni anno ha la tradizione (definita da Elio "l'ennesima scocciatura") di accogliere nella sua casa sul mare un giovane studioso impegnato nelle sue ricerche.
Dalla famiglia di Elio per il soggiorno estivo viene scelto Oliver, ventiquattrenne ebreo statunitense, che durante tale viaggio studio lavorerà a un saggio sul filosofo greco Eraclito. Oliver conquista subito la famiglia e la gente del posto con la propria bellezza e simpatia e coi suoi modi spigliati e americani. Elio se ne innamora pressoché immediatamente e dopo un'altalena di gentilezze e incomprensioni reciproche, i due giovani si lasciano trasportare dalla passione, che vede il suo culmine negli ultimi tre giorni trascorsi assieme a Roma, prima del ritorno di Oliver negli Stati Uniti.
Nei vent'anni successivi esatti, tuttavia, i due (ognuno con la propria vita) torneranno a incontrarsi, a pensarsi, quasi di sfuggita, ogni volta incapaci di esprimere a parole quell'esperienza breve ma di un'intensità unica e insuperabile, che li ha legati per sempre, e il cui ricordo non li ha mai abbandonati… Perché, in fondo, «questa cosa che quasi non fu mai ancora ci tenta».

## Personaggi
- Elio Perlman è il protagonista del romanzo. È un ragazzo ebreo italiano di 17 anni, non descritto fisicamente ma caratterialmente sensibile, molto maturo per la sua giovanissima età e appassionato di pianoforte e poesia. Durante l'estate dell'87, e poi per tutti gli anni avvenire, si innamora perdutamente di Oliver, che alla fine di agosto però riparte, scombussolandogli completamente la vita.
- Oliver è lo studente universitario, studioso di storia dell'arte e letteratura, scelto, come consuetudine, dal Sig. Perlman per trascorrere l'estate in Italia, con la sua famiglia. È ebreo americano, molto bello, carismatico e pieno di vita, caratteristiche con cui presto conquista tutti i villeggianti della villa Perlman, tra cui Elio, che ricambia e, anche una volta ritornato negli Stati Uniti, non dimenticherà mai.
- Marzia è una ragazza di 17 anni del misterioso paesino "B." in cui si trova la villa Perlman. All'inizio intraprende una relazione con Elio, ma quando questi si invaghisce di Oliver, se all'inizio giustamente arrabbiata con lui sentendosi tradita, alla fine gli offre comunque la sua amicizia, nonostante fosse ancora innamorata di lui.
- Sig. Perlman è un professore universitario, colui che ha invitato Oliver per la "vacanza studio" in Liguria, nonché padre di Elio. Quando Oliver riparte per l'America, è il primo a consolare il figlio, pronunciando, durante un commovente discorso, le delicate parole «Non piangere perché è finita, ma sorridi perché è avvenuta».
- Sig.ra Perlman è la madre di Elio, donna molto comprensiva molto legata al figlio, che sprona continuamente a proseguire lo studio e le sue passioni, e che alla fine consola con tutto il suo affetto materno.
- Mafalda è l'anziana e scorbutica domestica di villa Perlman.
- Manfredi è il marito di Mafalda, autista e tuttofare della villa.
- Anchise è il giardiniere della villa e pescatore.

## Edizioni
- André Aciman, Chiamami col tuo nome, collana Narratori della Fenice, traduzione di Valeria Bastia, Guanda, 2008, ISBN 978-88-6088-067-3.

## Accoglienza
Il romanzo è divenuto, già dopo poco tempo dalla sua pubblicazione, un best seller negli Stati Uniti e poi in tutto il mondo. Infatti, secondo un rapporto di BookScan, fino al 19 febbraio 2018, il libro aveva venduto 33.376 copie soltanto nel Regno Unito, per un valore totale di 252.675 sterline. Grazie all'uscita dell'omonimo film nel 2017, il libro ha ottenuto un successo mai riscosso prima, avendo un aumento dell'88% delle vendite in una sola settimana.

### Critica
La scrittrice e critica letteraria Nicole Krauss ha scritto, a proposito del libro e dello stile narrativo di Aciman: «Una scrittura ardita, profonda, esaltante, brutale, tenera, generosa…».
Secondo il New York Times Chiamami col tuo nome è «semplicemente un libro di straordinaria bellezza».
Il Washington Post ha lasciato la recensione: «La grazia della scrittura di Aciman e la purezza della passione raccontata collocano questo romanzo tra le più grandi storie d'amore romantiche di tutti i tempi.»

Da Kirkus Reviews, infine, il libro è stato descritto come «una storia d’amore delicata, scritta in maniera impeccabile, con lontani echi di Marguerite Duras e Patrick White».

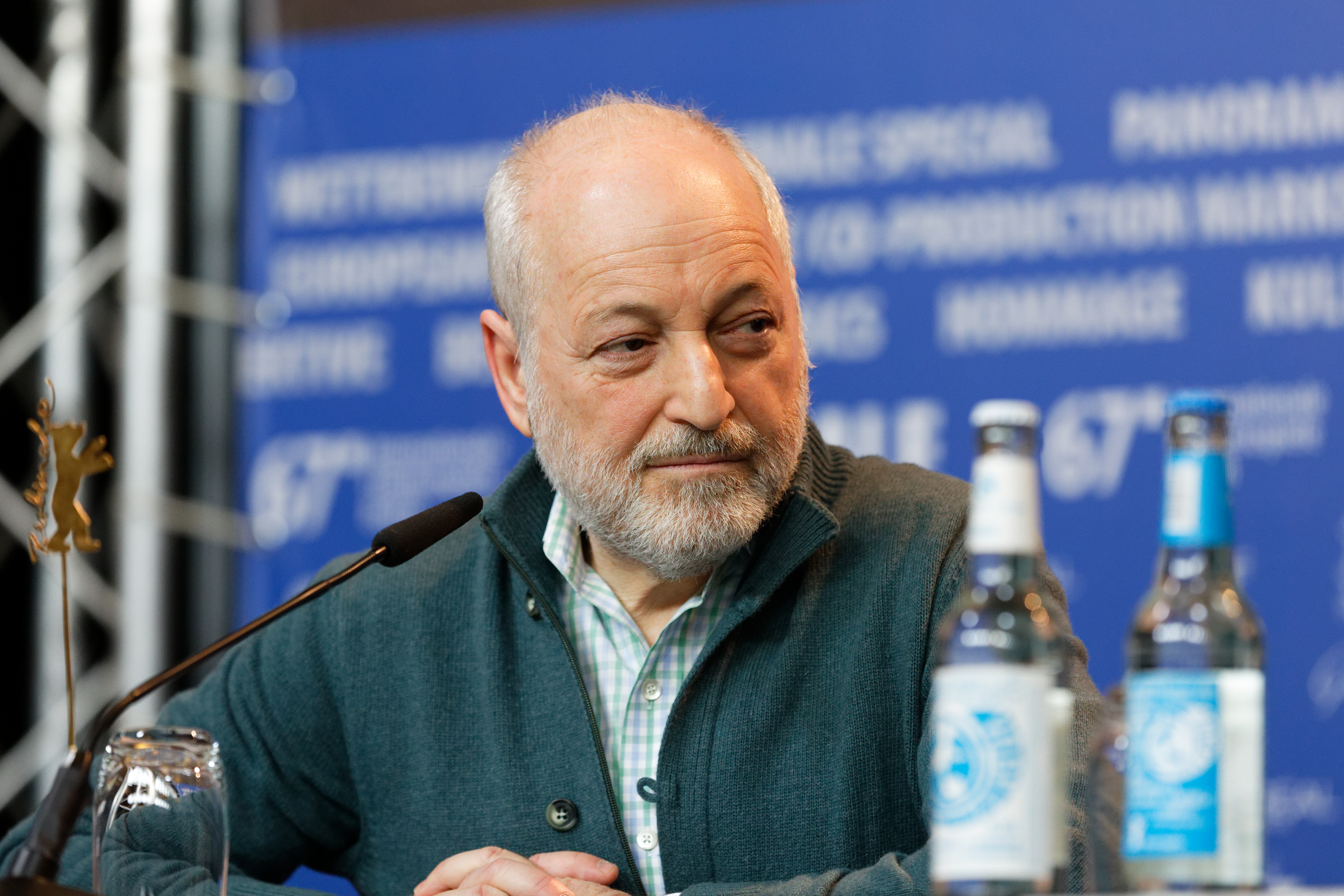
L'autore André Aciman durante la première del film Chiamami col tuo nome, tratto dal suo libro, nel 2018.

## Riconoscimenti
Alla 20ª edizione dei Lambda Literary Awards, il romanzo ha vinto il premio per la narrativa gay.

## Adattamento cinematografico
Il regista italiano Luca Guadagnino ha diretto un omonimo adattamento cinematografico del romanzo, con come protagonisti Armie Hammer (colui che ha anche prestato la voce per l'audiolibro dell'opera) e Timothée Chalamet. Il film, rivelatosi uno dei più grandi successi cinematografici del 2017, è stato presentato in anteprima al Sundance Film Festival di quell'anno e ha anche vinto l'Oscar alla migliore sceneggiatura non originale, scritta e adattata dal romanzo di Aciman da James Ivory.

## Sequel
Il 3 dicembre 2018, sul suo account Twitter, André Aciman ha rivelato che stava lavorando ad un seguito del suo capolavoro. Infatti, nell'ottobre 2019 è stato pubblicato un sequel di Chiamami col tuo nome, narrante il seguito delle vicende del primo, intitolato Cercami, sempre pubblicato in italiano da Guanda.